# Николина Милић
Николина Милић (Требиње, 12. април 1994) српска је кошаркашица, чланица је репрезентације Србије.

## Каријера
Рођена је 12. априла 1994. године у Требињу.
Са репрезентацијом Србије освојила је бронзану медаљу на Европском првенству 2019. године одржаном у Србији и Летонији. Био је то њен дебитантски наступ за репрезентацију.

## Успеси

### Репрезентативни
- Европско првенство:  Србија / Летонија.